# Miami MetroZoo
Le Miami MetroZoo, maintenant connu sous le nom Zoo Miami est le plus grand et le plus vieux jardin zoologique de Floride. Il est situé au sud-ouest de la ville de Miami dans le comté de Miami-Dade aux États-Unis. Le zoo accueille près de 1 200 animaux et est le seul zoo subtropical des États-Unis continentaux. Il s'étend sur un terrain de près de 300 hectares dont 120 hectares sont équipés pour accueillir le public.

## Histoire
L'origine du zoo remonte en 1948 lorsque trois singes, une chèvre et deux ours noirs furent achetés pour 270 dollars à un petit cirque. Ces animaux furent les premiers du  Crandon Park Zoo sur l'île de Key Biscayne à proximité de Miami. En 1965, l'ouragan Betsy ravagea le zoo en causant la mort de 250 animaux. Il fut décidé que le zoo serait transféré sur un terrain appartenant à la base aéronavale de Richmond en 1970, les travaux débutèrent en 1975 et le zoo fut ouvert le 12 décembre 1981. En 1987, le zoo accueillait déjà 1 200 animaux

## Culture populaire
La volière du MetroZoo est visible dans une scène du début d'un épisode (intitulé The Fix) de la seconde saison de la série américaine Miami Vice.

### Galerie

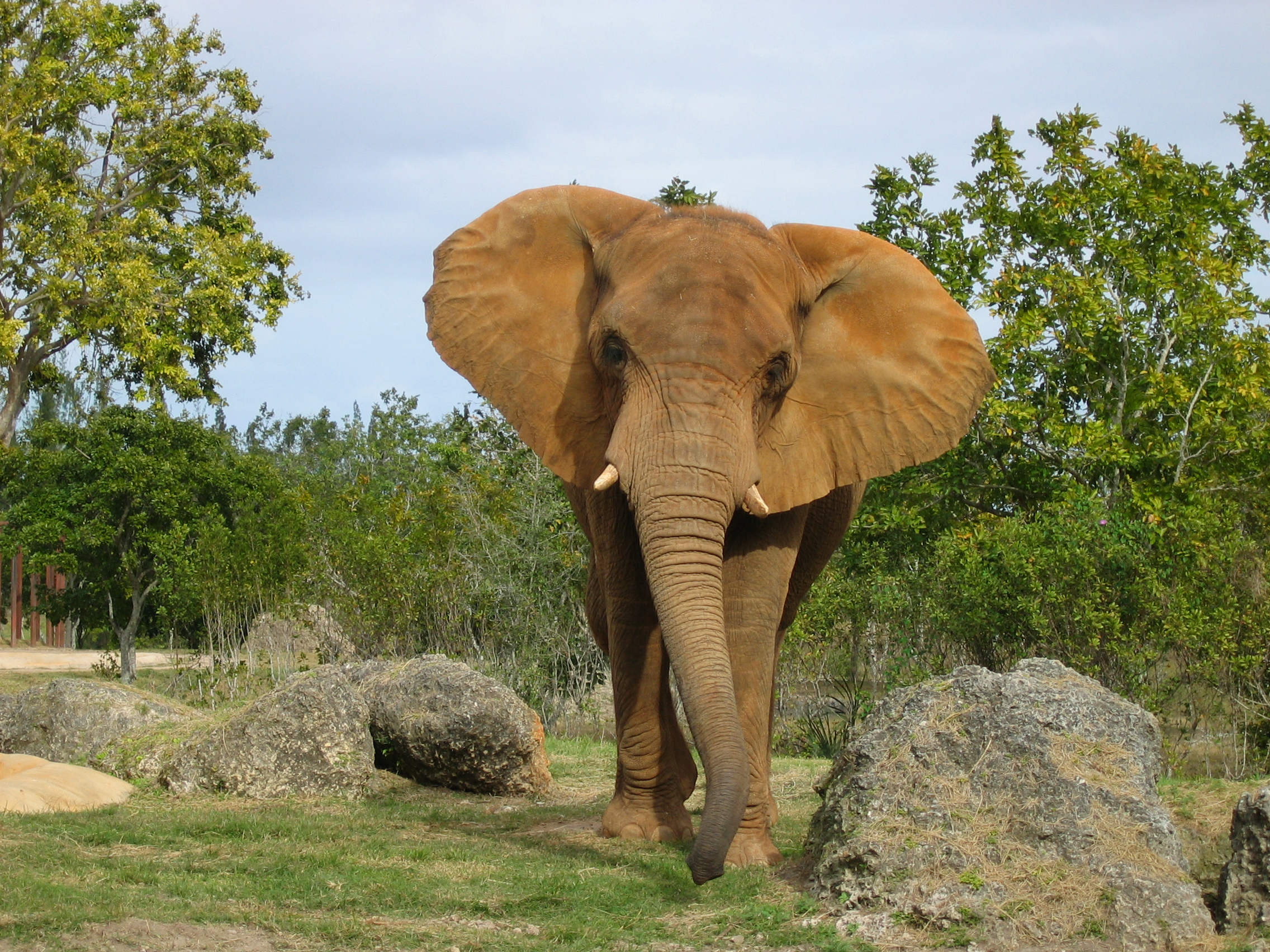
Elephant africain
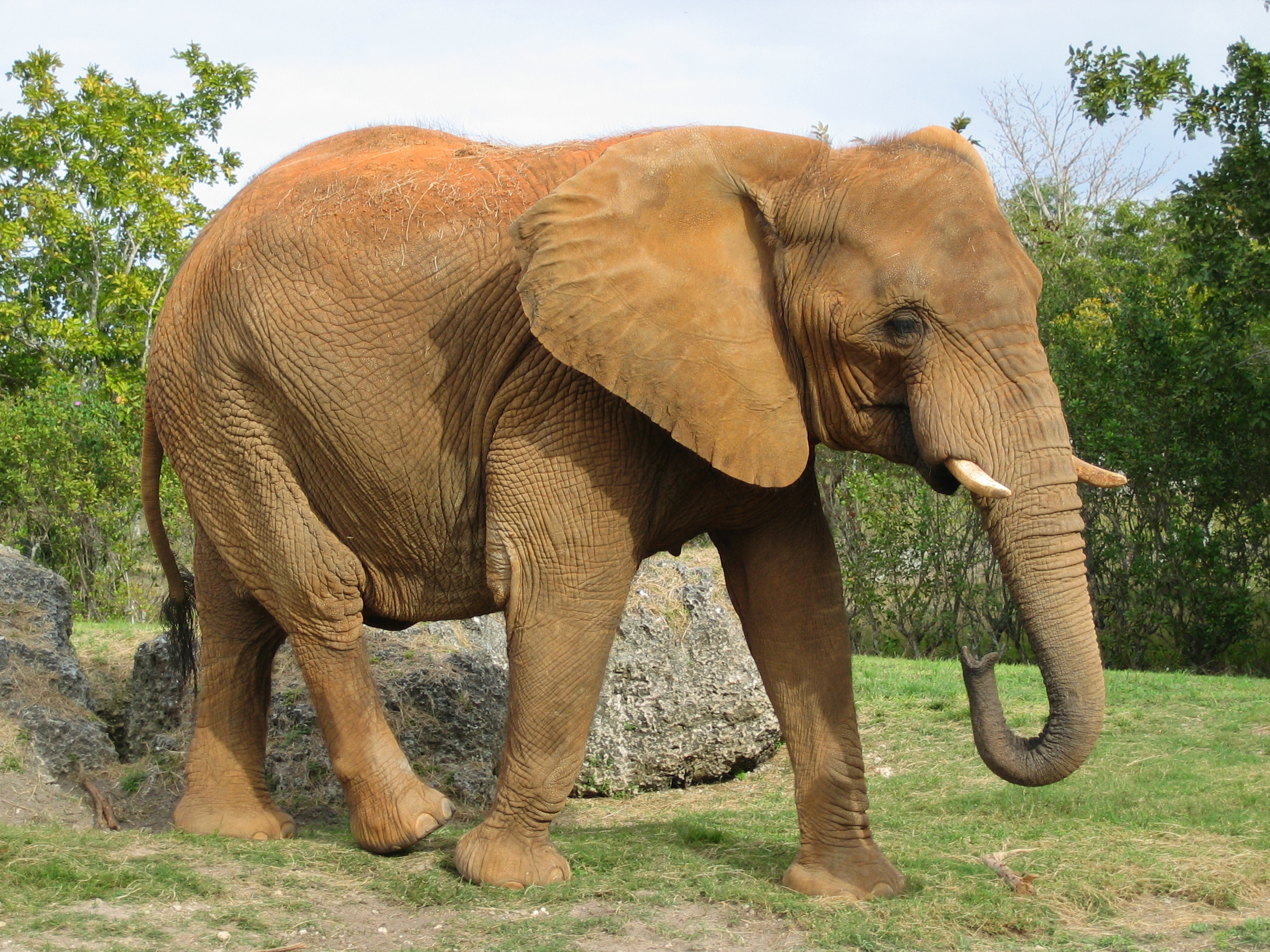
Elephant africain
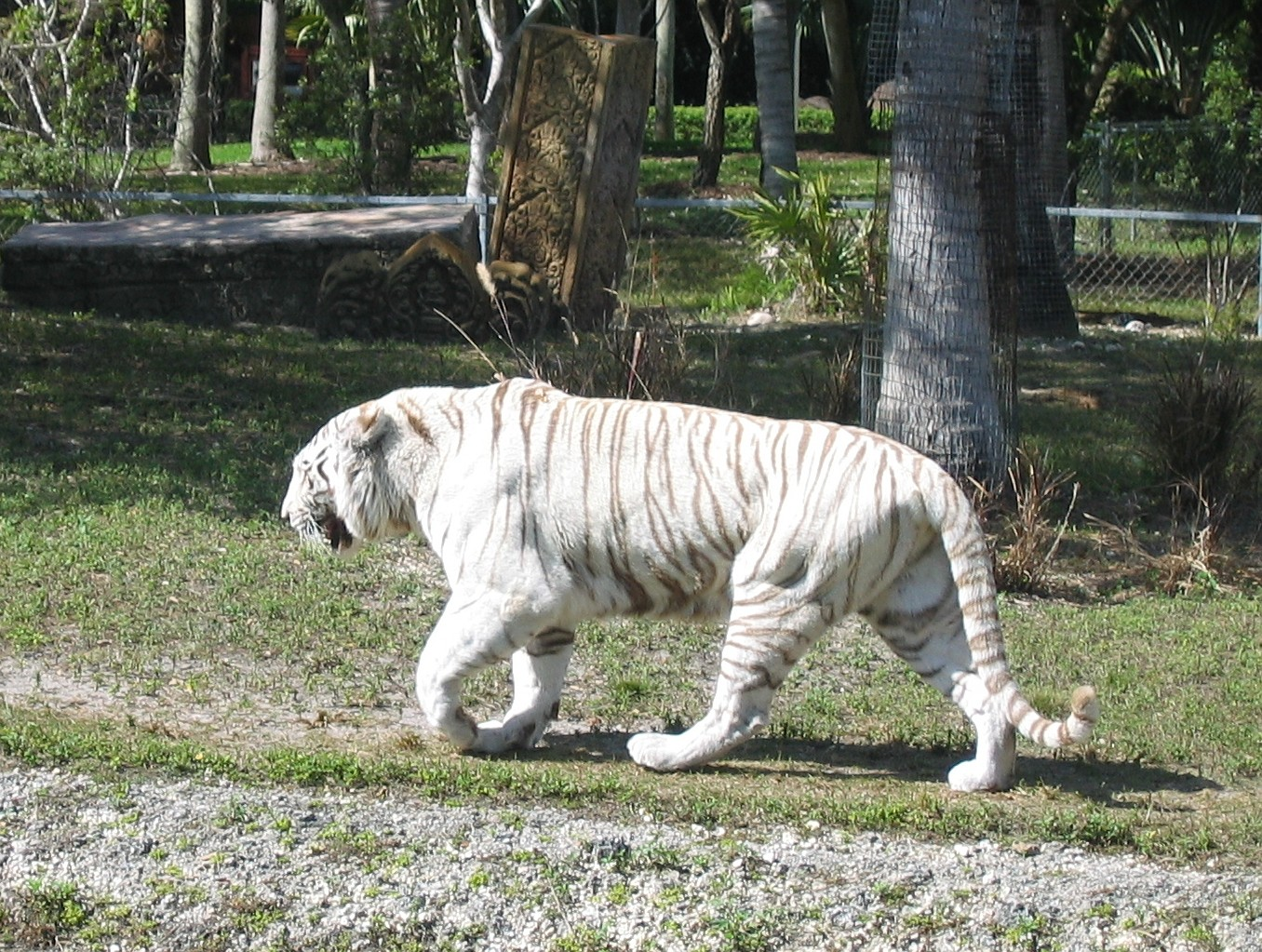
Tigre blanc
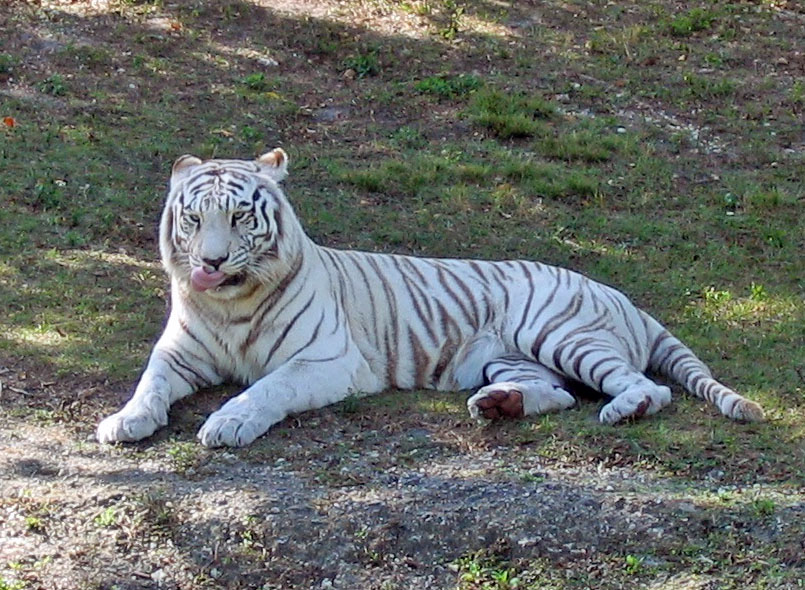
Tigre blanc